# Samuel Antálek
Samuel Antálek (* 6. června 1997, Bratislava) je slovenský fotbalový obránce, od roku 2016 hráč A-týmu slovenského mužstva ŠK Slovan Bratislava. Nastupuje ve středu obrany nebo na jejím levém kraji.

## Klubová kariéra
Svoji fotbalovou kariéru začal v klubu ŠK Vrakuňa Bratislava, odkud v mládežnických letech přestoupil nejprve do týmu FC Petržalka 1898 a poté do Slovanu Bratislava.

### ŠK Slovan Bratislava
V průběhu sezony 2015/16 se propracoval do seniorské kategorie Slovanu. Svůj debut v A-mužstvu si odbyl 27. května 2017 v ligovém utkání 33. kola proti klubu MFK Zemplín Michalovce (výhra 3:1), nastoupil na celý zápas. V ročníku 2016/17 se podílel na zisku domácího poháru, přestože ve finále hraném 1. května 2017 proti tehdy druholigovému týmu MFK Skalica nenastoupil. Jeho spoluhráči porazili soupeře v poměru 3:0. V lednu 2018 byl před soustředěním v tureckém městě Belek přeřazen do třetiligové juniorky.